# Geranylnitril
Geranylnitril ist eine chemische Verbindung aus der Gruppe der Nitrile und wird als Duftstoff eingesetzt.

## Vorkommen
Geranylnitril kommt zu knapp 4 % im ätherischen Öl aus Heracleum transcaucasium (Gattung Bärenklau) vor.

## Gewinnung und Darstellung
Geranylnitril  kann aus Citral (1) durch die Reaktion mit Hydroxylamin zu Citraloxim (2)  und dessen Dehydratisierung, beispielsweise mit Acetanhydrid gewonnen werden.
Des Weiteren kann Geranylnitril  aus 6-Methyl-5-hepten-2-on (3) durch Doebner-Reaktion  mit Cyanessigsäure (4) unter Dehydratisierung und anschließender Decarboxylierung des Zwischenprodukts 5 hergestellt werden.
Andere Synthesemöglichkeiten sind die Kondensation von 6-Methyl-5-hepten-2-on (3) mit Acetonitril und die Ammoxidation von Citral mit Ammoniak und Wasserstoffperoxid an einem Katalysator aus Kupfer(I)-chlorid.

## Eigenschaften
Geranylnitril ist eine farblose bis gelbe Flüssigkeit und weist einen zitrusartigen Geruch auf.

## Verwendung
3,7-Dimethylocta-2,6-diennitril wird seit den 1940er Jahren als Geruchsstoff verwendet. Die weltweite Verwendungsmenge liegt zwischen 100 und 1000 Tonnen pro Jahr. Beispielsweise gibt ein Bericht aus dem Jahr 2001 eine Jahresverwendungsmenge von 238 Tonnen an.

## Metabolismus und Toxikologie
Die Umwandlung durch menschliche Hepatocyten wurde in vitro untersucht. Die Haupt-Umwandlungswege sind dabei die Epoxidierung der Doppelbindung an Position 6 und Konjugation mit Glutathion, die Oxidation der terminalen Methylgruppe zur Carbonsäure und die Hydroxylierung an Position 5. Als Duftstoffe verwendete Nitrile weisen zum Teil eine relevante Toxizität auf, die in vielen Fällen auf der Freisetzung von Cyanid beruht, beispielsweise bei Phenylacetonitril. In einer Untersuchung von Geranylnitril konnte jedoch keine metabolische Bildung von Cyanid festgestellt werden.